# Weißband-Nashornfisch
Der Weißband-Nashornfisch (Naso annulatus), auch Riesen-Nasendoktorfisch genannt, ist eine Art aus der Familie der Doktorfische.
Der Weißband-Doktorfisch kommt von den Küsten des südlichen Ostafrikas bis nach Hawaii vor. Die Jungfische leben dabei überwiegend im flachen Wasser von Lagunen. Die ausgewachsenen Fische sind dagegen meist in einer Tiefe von 30 bis 60 Metern an den steilen Hängen von Außenriffs zu finden.
Der Weißband-Doktorfisch hat einen seitlich abgeflachten, längsovalen und bläulich gefärbten Körper. Die meisten der Individuen weisen einen weißen Fleck auf der Schwanzwurzel auf. Alle Individuen weisen zwei Paar scharfe Dornen oder Skalpelle auf der Schwanzwurzel auf. Langnasen-Doktorfische können eine Körperlänge von bis zu 1 Meter erreichen.
Auffallend ist der nasenartig verlängerte Stirnhöcker, der eine Länge von 10 cm erreichen kann. Er tritt bei beiden Geschlechtern auf und beginnt sich auszubilden, sobald die Fische eine Länge von 30 cm erreicht haben. Das Wachstum dieses Höckers zwingt den Fisch zu einer Nahrungsumstellung, da er verhindert, dass der Fisch weiterhin Algenbewuchs von Substraten abfressen kann. Der Fisch stellt sich daher mit zunehmendem Hornwachstum auf Plankton als Nahrungsquelle um.
Der Weißband-Doktorfisch ist ein tagaktiver Fisch. Die Jungfische leben in Schwärmen. Ausgewachsene Fische leben überwiegend paarweise oder in kleinen Trupps.